# HD207561
HD207561 — хімічно пекулярна зоря спектрального класу F0, що має видиму зоряну величину в смузі V приблизно  7,9.
Вона  розташована на відстані близько 415,0 світлових років від Сонця.